# Itaobim
Itaobim este un oraș în Minas Gerais (MG), Brazilia.